# Соня белуджистанська
Соня белуджистанська (Dryomys niethammeri) — гризун родини вовчкових (Gliridae).

## Поширення
Цей вид в даний час відомий тільки по типовій місцевості: 1,6 км на схід від м. Зіарат, на північному сході провінції Белуджистан, Пакистан. Вид обмежується сухими степовими ялівцевими лісами.

## Загрози та охорона
Сухий степовий ялівцевий ліс в провінції Белуджистан був значно фрагментований і деградований через надмірне випасання худоби, вивезення деревини, а також розширення сільського господарства та людських поселень. Цей вид в даний час не відомий з охоронних територій.